# Наллес
Наллес (італ. Nalles) — муніципалітет в Італії, у регіоні Трентіно-Альто-Адідже,  провінція Больцано.
Наллес розташований на відстані близько 530 км на північ від Рима, 55 км на північ від Тренто, 13 км на північний захід від Больцано.
Населення — 1911 осіб (2014).

## Демографія
Населення за роками:

Станом на 1 січня 2023 року в муніципалітеті офіційно проживали 144 іноземці з 31 країни, серед них 74 громадяни країн Євросоюзу та 2 громадяни України.

## Сусідні муніципалітети
- Андріано
- Апп'яно-сулла-Страда-дель-Віно
- Гаргаццоне
- Сенале-Сан-Феліче
- Терлано
- Тезімо